# Pobeda Prilep
Pobeda Prilep (maced. Фудбалски клуб Победа Прилеп) – północnomacedoński klub piłkarski, mający siedzibę w mieście Prilep w środku kraju.

## Historia
Chronologia nazw:
- 1941: FK Goce Dełczew Prilep (maced. ФК Гоце Делчев Прилеп)
- 1950: FK Pobeda Prilep (maced. ФК Победа Прилеп)
- 1992: FK Pobeda Vitaminka Prilep (maced. ФК Победа Витаминка Прилеп)
- 1995: FK Pobeda Prilep (maced. ФК Победа Прилеп)
- 2009: klub rozwiązano
- 2010: FK Wiktorija Prilep (maced. ФК Викторија Прилеп)
- 2010: FK Pobeda Junior Prilep (maced. ФК Победа Јуниор Прилеп)
- 03.2015: FK Pobeda Prilep (maced. ФК Победа Прилеп)

Klub został założony w 1941 pod nazwą FK Goce Dełczew Prilep, na cześć macedońskiego bohatera narodowego Goce Delceva. W 1950 został przemianowany na FK Pobeda Prilep i występował w niższych klasach rozgrywkowych byłej Jugosławii.
Po uzyskaniu niepodległości przez Macedonię Pobeda Prilep wystartowała w sezonie 1992/1993 w rozgrywkach I ligi pod nazwą FK Pobeda Vitaminka. W stawce 18 drużyn Pobeda zajęła 11. miejsce, mając jednak tylko 2 punkty przewagi nad strefą spadkową. Sezon 1993/1994 był już znacznie lepszy, a ekipa z Prilepu zajęła 6. miejsce. W kolejnej edycji Prwej Ligi drużyna zaprezentowała się jeszcze lepiej, zajmując wysokie 4. miejsce. Przed kolejnym sezonem z nazwy klubu zniknął człon „Vitaminka”, a drużyna w rozgrywkach zajęła ponownie 4. miejsce. Dobra polityka kadrowa doprowadziła do zbudowania ciekawego zespołu, który był w stanie walczyć o najwyższe cele w Macedonii, i już w sezonie 1996/1997 Pobeda zdobyła wicemistrzostwo kraju. Sezon 1997/1998 nie był już tak dobry, gdyż klub ze środkowej Macedonii ukończył go na 5. miejscu, ale z bardzo nieznaczną stratą do miejsc premiujących grą w europejskich pucharach. W tymże sezonie Pobeda zagrała w Pucharze UEFA, gdzie przegrała w rundzie przedwstępnej z Odrą Wodzisław (0-3 i 2-1). Jednak w sezonie 1998/1999 „czerwoni” zajęli 3. miejsce, a kluczowym momentem była wyjazdowe zwycięstwo 2-1 nad Vardarem Skopje, rywalem do najniższego stopnia podium. Był to też udany rewanż za porażkę z Vardarem w ˝ finału Pucharu Macedonii. Sezon 1999/2000 przyniósł drugi w historii klubu tytuł wicemistrza kraju, wywalczony po nerwowej końcówce sezonu i zaciętej walce z Rabotniczki Skopje, nad którym Pobeda w końcowej tabeli miała zaledwie 2 punkty przewagi. W Pucharze Intertoto Pobeda wyeliminowała w I rundzie AS Trenčin (3-1 u siebie i 1-3 na wyjeździe, wygrana 4-3 w rzutach karnych), ale w drugiej minimalnie lepsza okazałą się AC Perugia (0-1 na wyjeździe i 0-0 u siebie). W tym samym sezonie drużyna dotarła do finału Pucharu Macedonii, tam jednak poniosła dotkliwą - bo aż 0-6 – klęskę, w starciu z zespołem Słoga Skopje. W sezonie 2000/2001 Pobeda ponownie znalazła się na podium rozgrywek, zajmując 3. miejsce za Slogą i Vardarem, a w Pucharze Macedonii ponownie została upokorzona przez Slogę i to już w 1/8 finału. Udana była za to przygoda z Pucharem UEFA – w rundzie wstępnej Pobeda wyeliminowała rumuński klub Universitatea Krajowa (1-1 na wyjeździe, gol Zdravevskiego w 88 min. i 1-0 u siebie, ponownie trafił Zdravevski). W I rundzie zasadniczej „czerwoni” przegrali z AC Parmą (0-2 i 0-4). Sezon 2001/2002, przed którym rozgrywki gruntownie zreorganizowano, był najsłabszym ligowym sezonem Pobedy od lat. Drużyna zajęła dopiero 5. miejsce w tabeli. Ten kryzys gracze z Goce Delcev Stadion w zupełności odbili sobie w rozgrywkach Pucharu Macedonii, gdzie w ˝ finału pokonali wyraźnie Slogę (2-0 i 1-0), rewanżując się za doznane w poprzednich latach porażki. W finale ekipa Pobedy zmierzyła się z mającą najlepszy sezon w historii Cementarnicą Skopje. Pobeda objęła prowadzenie w 20 min. po golu Gjokicia. W 78 min. wyrównał strzałem z niemal 30 metrów Aleksandar Toleski, ale gole Cumbeva i Ristevskiego (z karnego) z końcówce przesądziły o wygranej Pobedy. Dzięki temu triumfowi klub z Goce Delcev Stadion zagrał w Pucharze UEFA, przegrywając pechowo w rundzie wstępnej w duńskim FC Midtjylland – w pierwszym meczu było 2-0 dla Pobedy, a w rewanżu Duńczycy wygrali 3-0 po dogrywce. Sezon 2002/2003 przyniósł po raz kolejny 3. miejsce w tabeli Prwej Ligi, a z rozgrywkami krajowego pucharu Pobeda pożegnała się już w 1/8 finału, przegrywając po rzutach karnych z Belasicą Strumicą.
Jednak w sezonie 2003/2004 Pobeda odniosła największy sukces w swej historii – wykorzystując słabość potentatów – Vardaru i Slogi, sięgnęła po mistrzostwo Macedonii. Historyczny tytuł piłkarze z Prilepu zapewnili sobie w 32. kolejce, remisując bezbramkowo na wyjeździe z wiceliderem – Sileksem Kratowo. Pobeda zagrała po raz pierwszy w eliminacjach Ligi Mistrzów, gdzie przegrała już w I rundzie z armeńskim Pjunikiem Erywań (1-3 u siebie, gol Gesoskiego i 1-1 na wyjeździe, gol Dimitrovskiego). W sezonie 2004/2005 Pobeda obniżyła nieco loty, zajmując 3. miejsce, które dało jednak kwalifikację do Pucharu Intertoto. Tam „czerwoni” pokonali w I rundzie FK Smederevo (1-0 na wyjeździe i 2-1 na własnym boisku). W kolejnej fazie rozgrywek zbyt silną przeszkodą okazał się jednak Hamburger SV, z którym Pobeda przegrała dwa razy po 1-4, mimo iż za każdym razem obejmowała prowadzenie. Sezon 2005/2006 był już wyraźnie słabszy w wykonaniu „czerwonych”, którzy zajęli 4. miejsce ze stratą aż 10 punktów do trzeciego Vardaru, a w Pucharze Macedonii wyeliminowała ich Shkendija Tetovo. Pobeda zdobyła mistrzostwo Macedonii po 3 latach przerwy w sezonie 2006/2007.
17 kwietnia 2009 UEFA wykluczyła Pobedę z europejskich pucharów na 8 lat za ustawienie dwumeczu Pobeda - Pjunik Erywań w 1. rundzie eliminacji Ligi Mistrzów 2004/2005. Wtedy Pobeda przegrała 1 mecz u siebie 1:3, a w rewanżu na wyjeździe był remis 1:1.. Najbliższym sezonem, w którym Pobeda będzie mogła grać w europejskich rozgrywkach, będzie sezon 2017/2018. Wkrótce klub został rozwiązany.
Klub został odrodzony w 2010 roku jako FK Wiktorija Prilep. Zgodnie z prawem, wyniki obu klubów są rejestrowane oddzielnie przez Macedoński Związek Piłki Nożnej, chociaż już w sezonie 2010/11 klub przyjął nazwę FK Pobeda Junior Prilep oraz historię i sukcesy byłego klubu. W pierwszym sezonie zajął pierwsze miejsce w trzeciej lidze i awansował do drugiej ligi. W sezonie 2013/2014 brał udziałach w barażach o utrzymanie się w lidze, ale w drugiej rundzie przegrał z Mładost Carew Dwor i spadł do trzeciej ligi. W następnym sezonie zdobył mistrzostwo i wrócił do II ligi. W marcu 2015 klub powrócił do historycznej nazwy klubu FK Pobeda Prilep. W sezonie 2015/16 zajął pierwsze miejsce i zdobył awans do pierwszej ligi po 7-letniej przerwie.

## Sukcesy

### Trofea międzynarodowe
| \| \| Zdobyte trofea w rozgrywkach międzynarodowych (stan na: 31-05-2016) \| |                                                                     |      |                  |
| Rozgrywki                                                                    | Osiągnięcie                                                         | Razy | Sezon(y)         |
| · Liga Mistrzów · (Puchar Europy)                                            | zdobywca                                                            | 0    |                  |
| · Liga Mistrzów · (Puchar Europy)                                            | finalista                                                           | 0    |                  |
| · Liga Mistrzów · (Puchar Europy)                                            | I runda kw.                                                         | 2    | 2004/05, 2007/08 |
| · Liga Europy · (Puchar UEFA)                                                | zdobywca                                                            | 0    |                  |
| · Liga Europy · (Puchar UEFA)                                                | finalista                                                           | 0    |                  |
| · Liga Europy · (Puchar UEFA)                                                | I runda (1/64 finału)                                               | 1    | 2000/01          |
| · Puchar Zdobywców                                                           | zdobywca                                                            | 0    |                  |
| · Puchar Zdobywców                                                           | finalista                                                           | 0    |                  |
| FIFA                                                                         | Zdobyte trofea w rozgrywkach międzynarodowych (stan na: 31-05-2016) |      |                  |

### Trofea krajowe
| \| \| Zdobyte trofea w rozgrywkach Macedonii Północnej (stan na: 31-05-2016) \| |                                                                        |      |                                    |
| Rozgrywki                                                                       | Osiągnięcie                                                            | Razy | Sezon(y)                           |
| Mistrzostwo                                                                     | I miejsce                                                              | 2    | 2003/04, 2006/07                   |
| Mistrzostwo                                                                     | II miejsce                                                             | 2    | 1996/97, 1999/00                   |
| Mistrzostwo                                                                     | III miejsce                                                            | 4    | 1998/99, 2000/01, 2002/03, 2004/05 |
| Puchar                                                                          | zdobywca                                                               | 1    | 2001/02                            |
| Puchar                                                                          | finalista                                                              | 0    | 1999/00, 2006/07                   |
| II liga                                                                         | I miejsce                                                              | 1    | 2015/16                            |
| II liga                                                                         | II miejsce                                                             | 0    |                                    |
| II liga                                                                         | III miejsce                                                            | 0    |                                    |
| Macedonia Północna                                                              | Zdobyte trofea w rozgrywkach Macedonii Północnej (stan na: 31-05-2016) |      |                                    |

- Treta liga (III poziom):
  - mistrz (2): 2010/11, 2014/15

Jugoslawia
- Prwa makedonska republiczka liga:
  - mistrz (7): 1953, 1959, 1962, 1963, 1979, 1981, 1986
- Republiczki kup na Makedonija:
  - zdobywca (8): 1951, 1958, 1960, 1961, 1963, 1964, 1977, 1987

## Stadion
Klub rozgrywa swoje mecze domowe na stadionie im. Goce Dełczevlwa w Prilepie, który może pomieścić 15 tys. widzów. Na stadionie znajduje się 4200 miejsc siedzących.

## Piłkarze
Stan na 15 czerwca 2016:
| Nr | Poz. | Piłkarz              |
| -- | ---- | -------------------- |
| 1  | BR   | Wanche Manczewski    |
| 12 | BR   | Daniel Kotewski      |
| 25 | BR   | Dawor Taleski        |
|    | BR   | Dimitar Makreski     |
| 2  | OB   | Daniel Taleski       |
| 2  | OB   | Aleksandar Ristewski |
| 3  | OB   | Daniel Koteski       |
| 5  | OB   | Lorenco Nikolowski   |
| 6  | OB   | Walentin Kolewski    |
| 17 | OB   | Denis Dimitrioski    |
| 17 | OB   | Darko Ilieski        |
| 18 | OB   | Luka Trajkoski       |
| 22 | OB   | Boban Bogoeski       |

| Nr | Poz. | Piłkarz              |
| -- | ---- | -------------------- |
|    | OB   | Kircze Ristewski     |
| 4  | PO   | Toni Meglenski       |
| 7  | PO   | Dejan Zdraweski      |
| 8  | PO   | Hristijan Petreski   |
| 10 | PO   | Nikola Szarkoski     |
| 11 | PO   | Daniel Karczeski     |
| 13 | PO   | Riste Ilijoski       |
| 15 | PO   | Aleksandar Krstewski |
| 16 | PO   | Stole Dunimagloski   |
| 21 | PO   | Jordanczo Naumoski   |
| 9  | NA   | Blagoja Geszoski     |
| 19 | NA   | Dejan Cvetanoski     |

## Europejskie puchary
Legenda do wszystkich tabel:
- Q – runda eliminacyjna, 1/16, 1/8, 1/4, 1/2 – odpowiednia faza rozgrywek, Grupa – runda grupowa, 1r gr – pierwsza runda grupowa, 2r gr – druga runda grupowa, F – finał, R – runda, PO – play-off
- k. – rzuty karne, los. – losowanie, Dogr. – dogrywka, w. – zasada bramek strzelonych na wyjeździe

| Sezon   | Rozgrywki        | Runda | Klub                  | Dom | Wyjazd | Ogólnie     |
| ------- | ---------------- | ----- | --------------------- | --- | ------ | ----------- |
| 1997/98 | Puchar UEFA      | 1Q    | Odra Wodzisław        | 2–1 | 0–3    | 2–4         |
| 1999    | Puchar Intertoto | 1R    | FK AS Trenčín         | 3–1 | 1–3    | 4–4, k: 4–3 |
| 1999    | Puchar Intertoto | 2R    | Perugia Calcio        | 0–0 | 0–1    | 0–1         |
| 2000/01 | Puchar UEFA      | Q     | Universitatea Krajowa | 1–0 | 1–1    | 2–1         |
| 2000/01 | Puchar UEFA      | 1R    | Parma                 | 0–2 | 0–4    | 0–6         |
| 2001    | Puchar Intertoto | 1R    | NK Zagreb             | 1–1 | 2–1    | 3–2         |
| 2001    | Puchar Intertoto | 2R    | Çaykur Rizespor       | 2–1 | 2–0    | 4–1         |
| 2001    | Puchar Intertoto | 3R    | Chmel Blšany          | 0–1 | 0–0    | 0–1         |
| 2002/03 | Puchar UEFA      | Q     | FC Midtjylland        | 2–0 | 0–3    | 2–3, Dogr.  |
| 2003    | Puchar Intertoto | 1R    | Spartak Trnawa        | 2–1 | 5–1    | 7–2         |
| 2003    | Puchar Intertoto | 2R    | SV Pasching           | 1–1 | 1–2    | 2–3         |
| 2004/05 | Liga Mistrzów    | 1Q    | Piunik Erywań         | 1–3 | 1–1    | 2–4         |
| 2005    | Puchar Intertoto | 1R    | FK Smederevo          | 2–1 | 1–0    | 3–1         |
| 2005    | Puchar Intertoto | 2R    | Hamburger SV          | 1–4 | 1–4    | 2–8         |
| 2006    | Puchar Intertoto | 1R    | Farul Konstanca       | 2–2 | 0–2    | 2–4         |
| 2007/08 | Liga Mistrzów    | 1Q    | Levadia Tallinn       | 0–1 | 0–0    | 0–1         |